# Seznam států světa podle narovnaného indexu lidského rozvoje
Toto je seznam zemí podle Indexu lidského rozvoje upravený podle nerovnosti (IHDI) zveřejněný rozvojovým programem OSN (UNDP) v roce 2019. Index lidského rozvoje upravený podle nerovnosti (IHDI) je rozšířený „upravený“ index lidského rozvoje (HDI), který zohledňuje nerovnosti v jednotlivých zemích. IHDI je ukazatelem lidského rozvoje, který zahrnuje nerovnost ve vzdělávání, zdraví a příjmu. Čím větší je nerovnoměrné rozdělení, tím nižší je IHDI ve srovnání s HDI. Oba indexy jsou zveřejňovány ve výročních zprávách Rozvojového programu OSN (UNDP).
HDI, ze které vychází IHDI, je složenou statistikou průměrné délky života, vzdělání a ukazatelů příjmu na obyvatele, které se používají k zařazení zemí do čtyř úrovní lidského rozvoje. HDI byl vyvinut pákistánským ekonomem Mahbubem ul Haqem a je zakotven v práci indického nositele Nobelovy ceny Amartya Sen o lidských schopnostech.  Ačkoli by to bylo rozumné, index nepočítá s několika faktory, jako je čisté bohatství na obyvatele, relativní kvalita zboží, emise CO2, míra kriminality, nebo riziko platební neschopnosti v zemi. Tato situace má sklon snižovat pořadí u některých nejvyspělejších zemí, jako jsou členové skupiny G7 a další.

## Metodologie
Index IHDI zachycuje HDI průměrného člověka ve společnosti, který je nižší než souhrnný HDI, pokud existuje nerovnost v rozdělení zdraví, vzdělání a příjmu. Při dokonalé rovnosti jsou HDI a IHDI stejné; čím větší je rozdíl mezi těmito dvěma, tím větší je nerovnost. IHDI se odhaduje přibližně u 150 zemí a zachycuje ztráty v lidském rozvoji v důsledku nerovnosti v oblasti zdraví, vzdělávání a příjmu. Rozdíly ve všech třech dimenzích se pohybují od několika procent (v případě Japonska, Česka nebo Slovinska) do více než 40 % (v případě Komor a Středoafrické republiky).

## Seznam
| Pořadí | Země                           | Data z roku 2018 (zveřejněná roku 2019) | Data z roku 2018 (zveřejněná roku 2019) | Data z roku 2018 (zveřejněná roku 2019) |
| Pořadí | Země                           | IHDI                                    | HDI                                     | Celková ztráta (%)                      |
| ------ | ------------------------------ | --------------------------------------- | --------------------------------------- | --------------------------------------- |
| 1      | Norsko                         | 0.889                                   | 0.954                                   | 6.8                                     |
| 2      | Island                         | 0.885                                   | 0.938                                   | 5.7                                     |
| 3      | Japonsko                       | 0.882                                   | 0.915                                   | 3.6                                     |
| 4      | Švýcarsko                      | 0.882                                   | 0.946                                   | 6.8                                     |
| 5      | Finsko                         | 0.876                                   | 0.925                                   | 5.3                                     |
| 6      | Švédsko                        | 0.874                                   | 0.937                                   | 6.7                                     |
| 7      | Dánsko                         | 0.873                                   | 0.930                                   | 6.1                                     |
| 8      | Nizozemsko                     | 0.870                                   | 0.933                                   | 6.8                                     |
| 9      | Irsko                          | 0.865                                   | 0.942                                   | 8.2                                     |
| 10     | Austrálie                      | 0.862                                   | 0.938                                   | 8.1                                     |
| 11     | Německo                        | 0.861                                   | 0.939                                   | 8.3                                     |
| 12     | Slovinsko                      | 0.858                                   | 0.902                                   | 4.8                                     |
| 13     | Česko                          | 0.850                                   | 0.891                                   | 4.6                                     |
| 14     | Belgie                         | 0.849                                   | 0.919                                   | 7.6                                     |
| 15     | Spojené království             | 0.845                                   | 0.920                                   | 8.2                                     |
| 16     | Rakousko                       | 0.843                                   | 0.914                                   | 7.7                                     |
| 17     | Kanada                         | 0.841                                   | 0.922                                   | 8.8                                     |
| 18     | Nový Zéland                    | 0.836                                   | 0.921                                   | 9.2                                     |
| 19     | Lucembursko                    | 0.822                                   | 0.909                                   | 9.5                                     |
| 20     | Estonsko                       | 0.818                                   | 0.882                                   | 7.2                                     |
| 21     | Hongkong                       | 0.815                                   | 0.939                                   | 13.2                                    |
| 21     | Malta                          | 0.815                                   | 0.885                                   | 8                                       |
| 23     | Singapur                       | 0.810                                   | 0.935                                   | 13.3                                    |
| 24     | Francie                        | 0.809                                   | 0.891                                   | 9.2                                     |
| 24     | Izrael                         | 0.809                                   | 0.906                                   | 10.8                                    |
| 26     | Slovensko                      | 0.804                                   | 0.857                                   | 6.2                                     |
| 27     | Polsko                         | 0.801                                   | 0.872                                   | 8.1                                     |
| 28     | Spojené státy americké         | 0.797                                   | 0.920                                   | 13.4                                    |
| 29     | Kypr                           | 0.788                                   | 0.873                                   | 9.7                                     |
| 30     | Jižní Korea                    | 0.777                                   | 0.906                                   | 14.3                                    |
| 30     | Maďarsko                       | 0.777                                   | 0.845                                   | 8                                       |
| 32     | Itálie                         | 0.776                                   | 0.883                                   | 12.1                                    |
| 32     | Lotyšsko                       | 0.776                                   | 0.854                                   | 9.1                                     |
| 34     | Litva                          | 0.775                                   | 0.869                                   | 10.9                                    |
| 35     | Chorvatsko                     | 0.768                                   | 0.837                                   | 8.3                                     |
| 36     | Řecko                          | 0.766                                   | 0.872                                   | 12.2                                    |
| 37     | Bělorusko                      | 0.765                                   | 0.817                                   | 6.4                                     |
| 37     | Španělsko                      | 0.765                                   | 0.893                                   | 14.3                                    |
| 39     | Kazachstán                     | 0.759                                   | 0.817                                   | 7.1                                     |
| 40     | Černá Hora                     | 0.746                                   | 0.816                                   | 8.6                                     |
| 41     | Rusko                          | 0.743                                   | 0.824                                   | 9.9                                     |
| 42     | Portugalsko                    | 0.742                                   | 0.850                                   | 12.7                                    |
| 43     | Omán                           | 0.725                                   | 0.834                                   | 13.1                                    |
| 43     | Rumunsko                       | 0.725                                   | 0.816                                   | 11.1                                    |
| 45     | Argentina                      | 0.714                                   | 0.830                                   | 14                                      |
| 45     | Bulharsko                      | 0.714                                   | 0.816                                   | 12.5                                    |
| 47     | Írán                           | 0.706                                   | 0.797                                   | 11.5                                    |
| 48     | Albánie                        | 0.705                                   | 0.791                                   | 10.9                                    |
| 49     | Uruguay                        | 0.703                                   | 0.808                                   | 13                                      |
| 50     | Ukrajina                       | 0.701                                   | 0.750                                   | 6.4                                     |
| 51     | Chile                          | 0.696                                   | 0.847                                   | 17.8                                    |
| 52     | Gruzie                         | 0.692                                   | 0.786                                   | 12                                      |
| 53     | Mauricius                      | 0.688                                   | 0.796                                   | 13.7                                    |
| 54     | Srí Lanka                      | 0.686                                   | 0.780                                   | 12.1                                    |
| 55     | Arménie                        | 0.685                                   | 0.760                                   | 9.9                                     |
| 55     | Srbsko                         | 0.685                                   | 0.799                                   | 14                                      |
| 57     | Ázerbájdžán                    | 0.683                                   | 0.754                                   | 9.4                                     |
| 58     | Barbados                       | 0.675                                   | 0.813                                   | 17                                      |
| 58     | Turecko                        | 0.675                                   | 0.806                                   | 16.2                                    |
| 60     | Severní Makedonie              | 0.660                                   | 0.759                                   | 13.1                                    |
| 61     | Bosna a Hercegovina            | 0.658                                   | 0.769                                   | 14.4                                    |
| 62     | Kostarika                      | 0.645                                   | 0.794                                   | 18.7                                    |
| 63     | Moldavsko                      | 0.638                                   | 0.711                                   | 10.4                                    |
| 64     | Čína                           | 0.636                                   | 0.758                                   | 16.1                                    |
| 65     | Mongolsko                      | 0.635                                   | 0.735                                   | 13.6                                    |
| 65     | Thajsko                        | 0.635                                   | 0.765                                   | 16.9                                    |
| 67     | Panama                         | 0.626                                   | 0.795                                   | 21.2                                    |
| 68     | Jordánsko                      | 0.617                                   | 0.723                                   | 14.7                                    |
| 68     | Svatá Lucie                    | 0.617                                   | 0.745                                   | 17.2                                    |
| 70     | Peru                           | 0.612                                   | 0.759                                   | 19.4                                    |
| 71     | Kyrgyzstán                     | 0.610                                   | 0.674                                   | 9.5                                     |
| 72     | Ekvádor                        | 0.607                                   | 0.758                                   | 19.9                                    |
| 73     | Alžírsko                       | 0.604                                   | 0.759                                   | 20.4                                    |
| 73     | Jamajka                        | 0.604                                   | 0.726                                   | 16.7                                    |
| 75     | Venezuela                      | 0.600                                   | 0.726                                   | 17.3                                    |
| 76     | Palestina                      | 0.597                                   | 0.690                                   | 13.5                                    |
| 77     | Mexiko                         | 0.595                                   | 0.767                                   | 22.5                                    |
| 78     | Kolumbie                       | 0.585                                   | 0.761                                   | 23.1                                    |
| 78     | Tunisko                        | 0.585                                   | 0.739                                   | 20.8                                    |
| —      | Svět                           | 0.584                                   | 0.731                                   | 20.2                                    |
| 80     | Dominikánská republika         | 0.584                                   | 0.745                                   | 21.5                                    |
| 80     | Indonésie                      | 0.584                                   | 0.707                                   | 17.4                                    |
| 82     | Filipíny                       | 0.582                                   | 0.712                                   | 18.2                                    |
| 83     | Vietnam                        | 0.580                                   | 0.693                                   | 16.3                                    |
| 84     | Turkmenistán                   | 0.579                                   | 0.710                                   | 18.5                                    |
| 85     | Brazílie                       | 0.574                                   | 0.761                                   | 24.5                                    |
| 85     | Tádžikistán                    | 0.574                                   | 0.656                                   | 12.5                                    |
| 87     | Maledivy                       | 0.568                                   | 0.719                                   | 21                                      |
| 88     | Belize                         | 0.558                                   | 0.720                                   | 22.6                                    |
| 89     | Surinam                        | 0.557                                   | 0.720                                   | 22.7                                    |
| 90     | Irák                           | 0.552                                   | 0.689                                   | 19.8                                    |
| 91     | Guyana                         | 0.546                                   | 0.670                                   | 18.5                                    |
| 92     | Paraguay                       | 0.545                                   | 0.724                                   | 24.7                                    |
| 93     | Gabon                          | 0.544                                   | 0.702                                   | 24.5                                    |
| 94     | Bolívie                        | 0.533                                   | 0.703                                   | 24.2                                    |
| 95     | Salvador                       | 0.521                                   | 0.667                                   | 21.9                                    |
| 96     | Svatý Tomáš a Princův ostrov   | 0.507                                   | 0.609                                   | 16.3                                    |
| 97     | Nikaragua                      | 0.501                                   | 0.651                                   | 23                                      |
| 98     | Egypt                          | 0.492                                   | 0.700                                   | 29.7                                    |
| 99     | Indie                          | 0.477                                   | 0.647                                   | 26.3                                    |
| 100    | Guatemala                      | 0.472                                   | 0.651                                   | 27.4                                    |
| 101    | Bangladéš                      | 0.465                                   | 0.614                                   | 24.3                                    |
| 101    | Kambodža                       | 0.465                                   | 0.581                                   | 20.1                                    |
| 103    | Honduras                       | 0.464                                   | 0.623                                   | 25.5                                    |
| 104    | Jižní Afrika                   | 0.463                                   | 0.705                                   | 34.4                                    |
| 105    | Konžská republika              | 0.456                                   | 0.608                                   | 25                                      |
| 106    | Laos                           | 0.454                                   | 0.604                                   | 24.9                                    |
| 107    | Bhútán                         | 0.450                                   | 0.617                                   | 27.1                                    |
| 107    | Východní Timor                 | 0.450                                   | 0.626                                   | 28                                      |
| 109    | Myanmar (Barma)                | 0.448                                   | 0.584                                   | 23.2                                    |
| 110    | Zimbabwe                       | 0.434                                   | 0.563                                   | 22.8                                    |
| 111    | Svazijsko                      | 0.430                                   | 0.608                                   | 29.3                                    |
| 111    | Nepál                          | 0.430                                   | 0.579                                   | 26.8                                    |
| 113    | Ghana                          | 0.427                                   | 0.596                                   | 28.3                                    |
| 114    | Keňa                           | 0.426                                   | 0.579                                   | 26.3                                    |
| 115    | Namibie                        | 0.417                                   | 0.645                                   | 35.3                                    |
| 116    | Tanzanie                       | 0.397                                   | 0.528                                   | 24.9                                    |
| 117    | Zambie                         | 0.394                                   | 0.591                                   | 33.4                                    |
| 118    | Angola                         | 0.392                                   | 0.574                                   | 31.8                                    |
| 119    | Uganda                         | 0.387                                   | 0.528                                   | 26.7                                    |
| 120    | Madagaskar                     | 0.386                                   | 0.521                                   | 25.8                                    |
| 120    | Pákistán                       | 0.386                                   | 0.560                                   | 31.1                                    |
| 122    | Rwanda                         | 0.382                                   | 0.536                                   | 28.7                                    |
| 123    | Kamerun                        | 0.371                                   | 0.563                                   | 34.1                                    |
| 124    | Mauritánie                     | 0.358                                   | 0.528                                   | 32.1                                    |
| 125    | Togo                           | 0.350                                   | 0.513                                   | 31.7                                    |
| 126    | Nigérie                        | 0.349                                   | 0.534                                   | 34.6                                    |
| 127    | Senegal                        | 0.347                                   | 0.514                                   | 32.5                                    |
| 128    | Malawi                         | 0.346                                   | 0.485                                   | 28.7                                    |
| 129    | Etiopie                        | 0.337                                   | 0.470                                   | 28.7                                    |
| 130    | Súdán                          | 0.332                                   | 0.507                                   | 34.6                                    |
| 131    | Pobřeží slonoviny              | 0.331                                   | 0.516                                   | 35.8                                    |
| 132    | Benin                          | 0.327                                   | 0.520                                   | 37.1                                    |
| 133    | Lesotho                        | 0.318                                   | 0.518                                   | 32.5                                    |
| 134    | Konžská demokratická republika | 0.316                                   | 0.459                                   | 31                                      |
| 134    | Jemen                          | 0.316                                   | 0.463                                   | 31.8                                    |
| 136    | Libérie                        | 0.314                                   | 0.465                                   | 32.3                                    |
| 137    | Guinea                         | 0.310                                   | 0.466                                   | 37.4                                    |
| 138    | Mosambik                       | 0.309                                   | 0.446                                   | 30.7                                    |
| 139    | Burkina Faso                   | 0.303                                   | 0.434                                   | 30.1                                    |
| 140    | Haiti                          | 0.299                                   | 0.503                                   | 40.5                                    |
| 141    | Burundi                        | 0.296                                   | 0.423                                   | 30.1                                    |
| 142    | Komory                         | 0.294                                   | 0.538                                   | 45.3                                    |
| 142    | Mali                           | 0.294                                   | 0.427                                   | 31.2                                    |
| 144    | Gambie                         | 0.293                                   | 0.466                                   | 37.2                                    |
| 145    | Guinea-Bissau                  | 0.288                                   | 0.461                                   | 37.5                                    |
| 146    | Sierra Leone                   | 0.282                                   | 0.438                                   | 35.7                                    |
| 147    | Niger                          | 0.272                                   | 0.377                                   | 27.9                                    |
| 148    | Jižní Súdán                    | 0.264                                   | 0.413                                   | 36.1                                    |
| 149    | Čad                            | 0.250                                   | 0.401                                   | 37.7                                    |
| 150    | Středoafrická republika        | 0.222                                   | 0.381                                   | 41.6                                    |